# 高台水庫
高台水庫，是一座位於臺灣新竹縣尖石鄉計畫中的水庫，其興建的主要目的，除了具有輔助石門水庫防沙、清淤的功能外，更可以大幅增加臺灣北部地區的供水量。

## 概述
高台水庫預計的蓄水量為1.5億立方公尺，計畫壩址位於大漢溪上游的玉峰溪，大約在現今的玉峰攔砂壩上游一公里左右，主壩高約190公尺，有土堤式與拱壩兩種方案，目前還沒有定案。而本水庫在正常操作的情況下，每年泥沙淤積量約67萬立方公尺，如此一來可以降低石門水庫現有約四分之一的年淤砂量，從78萬立方公尺/年降為61萬立方公尺/年，有效延長石門水庫的壽命。此外，石門水庫目前礙於沒有可以交互運作的水庫，一旦進行排空清淤作業，將嚴重影響新北市與桃園市的供水，興建高台水庫將有利於石門水庫進行該作業，延長石門水庫的壽命達一倍以上，透過引水隧道與鄰近計畫興建的比麟水庫進行越域引水，亦可供給新竹地區用水之需求。
計畫並包括兩條排沙隧道，分別是頭前溪越域排沙隧道與前後庫排沙隧道，前者連結本水庫與計畫興建的比麟水庫，後者則於石磊地區接回玉峰溪。

## 反對意見
高台水庫的興建將破壞當地生態環境，部分環保人士亦主張，興建此水庫僅為解決石門水庫的淤積問題，對於整個石門水庫的活化，根本解決之道還是限制開發與水土保持。

## 外部連結
- （繁體中文） (PDF).[永久]
- （繁體中文）.